# Walka powietrzna Charliego Browna i Franza Stiglera

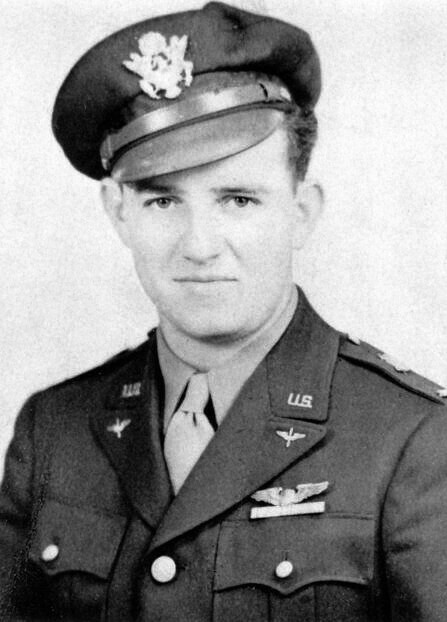
Por. Charlie Brown

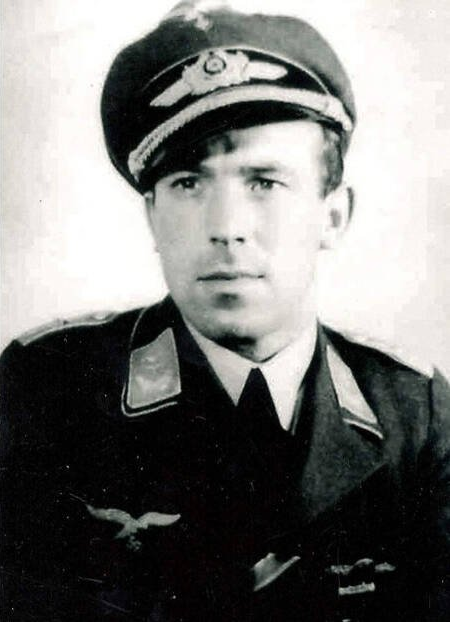
Por. Franz Stigler

Walka powietrzna Charliego Browna i Franza Stiglera – zdarzenie, które miało miejsce w czasie II wojny światowej 20 grudnia 1943 roku po nalocie bombowym na Bremę.
Amerykański bombowiec B-17F Flying Fortress o nazwie własnej „Ye Olde Pub” pilotowany przez podporucznika Charlesa „Charliego” Browna z United States Army Air Forces został poważnie uszkodzony przez niemieckie myśliwce i wypadł z formacji, pozostawiony w tyle przez inne bombowce, z działającymi tylko dwoma silnikami. Pilot Luftwaffe porucznik Franz Stigler był wtedy na ziemi, usuwając ze swojego samolotu pocisk, który utkwił w jego chłodnicy, gdy samolot Browna przeleciał nisko w pobliżu jego lotniska. Stigler dostrzegł to i uznał za okazję do zdobycia łatwego zestrzelenia. Gdy przechwycił samotny i uszkodzony bombowiec, miał okazję zniszczyć bardzo łatwy cel, ale tego nie zrobił, a zamiast tego eskortował wrogi samolot nad terytorium okupowanym przez Niemców. Amerykański strzelec pokładowy próbował ostrzelać Stiglera z górnej wieżyczki na prośbę Browna, ale nie udało mu się to, gdy Stigler zszedł poniżej jego kąta ostrzału. Gdy znaleźli się nad wybrzeżem, Stigler zasalutował Brownowi z lewej strony samolotu i odleciał z powrotem do domu. Po długich poszukiwaniach Browna, dwaj piloci spotkali się 50 lat później i nawiązali przyjaźń, która trwała aż do śmierci Stiglera w marcu 2008 roku. Brown zmarł kilka miesięcy później, w listopadzie tego samego roku.

## Piloci
Charles Lester Brown (24 października 1922 – 24 listopada 2008) był pilotem B-17 w 527 Dywizjonie Bombowym 379 Grupy Bombowej w ramach VIII Bomber Command USAAF, stacjonującym w RAF Kimbolton w Anglii. Brown pochodził z Weston w Wirginii Zachodniej.
Franz Stigler (21 sierpnia 1915 – 22 marca 2008) był weteranem Luftwaffe, pilotem myśliwca przydzielonym do Jagdgeschwader 27. Pochodził z Ratyzbony w Bawarii.
W chwili starcia Brown miał 21 lat, a Stigler 28.

## Nalot na Bremę
Misja z 20 grudnia 1943 roku była pierwszym lotem bojowym załogi „Ye Olde Pub” i miała na celu zniszczenie zakładu produkcyjnego samolotów Focke-Wulf Fw 190 w Bremie. Lotnicy z 527 Dywizjonu Bombowego zostali poinformowani na odprawie przed misją, że mogą napotkać na swojej drodze setki niemieckich myśliwców. Brema była również strzeżona przez ponad 250 dział przeciwlotniczych. Załoga Browna została przydzielona do lotu w „Purple Heart Corner”, miejscu na skraju formacji bombowców, które uważano za szczególnie niebezpieczne, ponieważ Niemcy często atakowali bardziej wrażliwe krawędzie, zamiast uderzać prosto przez środek formacji. Jednakże, ponieważ trzy bombowce musiały zawrócić z powodu problemów mechanicznych, Brownowi powiedziano, aby przesunął swój samolot na przód formacji.

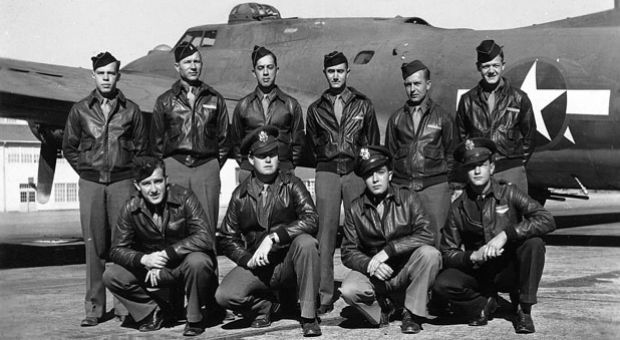
Załoga „Ye Olde Pub”. Stoją (od lewej do prawej): Coulombe, Yelesanko, Pechout, Jennings, Eckenrode i Blackford. Klęczą (od lewej do prawej): Brown, Luke, Sadok i Andrews

W tej misji załoga „Ye Olde Pub” (B-17F o numerze seryjnym 42-3167) składała się z następujących członków:
- ppor. Charles L. „Charlie” Brown (24 października 1922 – 24 listopada 2008): pilot / dowódca samolotu[10]
- ppor. Spencer G. „Pinky” Luke (22 listopada 1920 – 2 kwietnia 1985): drugi pilot[11]
- ppor. Albert A. „Doc” Sadok (23 sierpnia 1921 – 10 marca 2010): nawigator[12]
- ppor. Robert M. „Andy” Andrews (14 stycznia 1921 – 23 lutego 1996): radiooperator i bombardier[12]
- sierż. Bertrand O. „Frenchy” Coulombe (1 marca 1924 – 25 marca 2006): strzelec górnej wieżyczki obrotowej i inżynier pokładowy[13]
- sierż. Richard A. „Dick” Pechout (14 września 1924 – 5 stycznia 2013): radiooperator[14]
- sierż. Hugh S. „Ecky” Eckenrode (9 sierpnia 1920 – 20 grudnia 1943): tylny strzelec[14]
- sierż. Lloyd H. Jennings (22 lutego 1922 – 3 października 2016): lewy strzelec pokładowy[14]
- sierż. Alex „Russian” Yelesanko (31 stycznia 1914 – 25 maja 1980): prawy strzelec pokładowy[15]
- sierż. Samuel W. „Blackie” Blackford (26 października 1923 – 16 czerwca 2001): strzelec dolnej wieżyczki obrotowej[16].

### Zrzucenie bomb
Formacja rozpoczęła dziesięciominutowy nalot bombowy na wysokości 8320 m przy temperaturze powietrza na zewnątrz wynoszącej −60 °C. Zanim „Ye Olde Pub” zrzucił ładunek bomb, ostrzał przeciwlotniczy roztrzaskał nos z pleksiglasu, zupełnie zniszczył silnik nr 2 i uszkodził silnik nr 4, który musiał zostać wyłączony, aby zapobiec eksplozji paliwa. Ponieważ uszkodzenia spowolniły bombowiec, Brown nie był w stanie dotrzymać tempa swojej formacji i pozostał w tyle, pod ciągłymi atakami wroga.

### Ataki myśliwców
B-17 Browna był atakowany przez ponad tuzin wrogich myśliwców (kombinacja Messerschmittów Bf 109 i Focke-Wulfów Fw 190) z JG 11 przez ponad dziesięć minut. Odniósł dalsze uszkodzenia, m.in. silnika nr 3 (co oznaczało, że samolot miał teraz w najlepszym razie 40% swojej całkowitej mocy znamionowej). Wewnętrzne systemy tlenowe, hydrauliczne i elektryczne bombowca również zostały uszkodzone, a bombowiec stracił połowę steru kierunku i lewego steru wysokości, a także stożek nosowy. Kilka karabinów maszynowych zacięło się, najprawdopodobniej w wyniku utraty systemów pokładowych, co doprowadziło do zamrożenia mechanizmów strzeleckich. Pozostawiło to bombowiec tylko z dwoma karabinami w górnej wieżyczce i jednym z trzech przednich karabinów (spośród 11 dostępnych) do obrony. Wielu członków załogi odniosło obrażenia: tylny strzelec, Eckenrode, zginął przez bezpośrednie trafienie pociskiem armatnim, podczas gdy Yelesanko został ciężko ranny w nogę odłamkami, Blackford cierpiał na odmrożenie stóp z powodu zwarcia przewodów grzewczych w jego kombinezonie, Pechout został trafiony w oko pociskiem armatnim, a Brown został ranny w prawe ramię. Strzykawki z morfiną przewożone na pokładzie również zamarzły, co utrudniło załodze udzielanie pierwszej pomocy, radio zostało zniszczone, a zewnętrzne poszycie bombowca poważnie uszkodzone. Cudem wszyscy oprócz Eckenrode’a przeżyli. Załoga omawiała możliwość wyskoczenia z samolotu na spadochronach, ale zdała sobie sprawę, że Yelesanko nie będzie w stanie bezpiecznie wylądować z powodu swojego urazu. Nie chcąc zostawić go w samolocie na pewną śmierć, zdecydowali się lecieć dalej.

### Franz Stigler

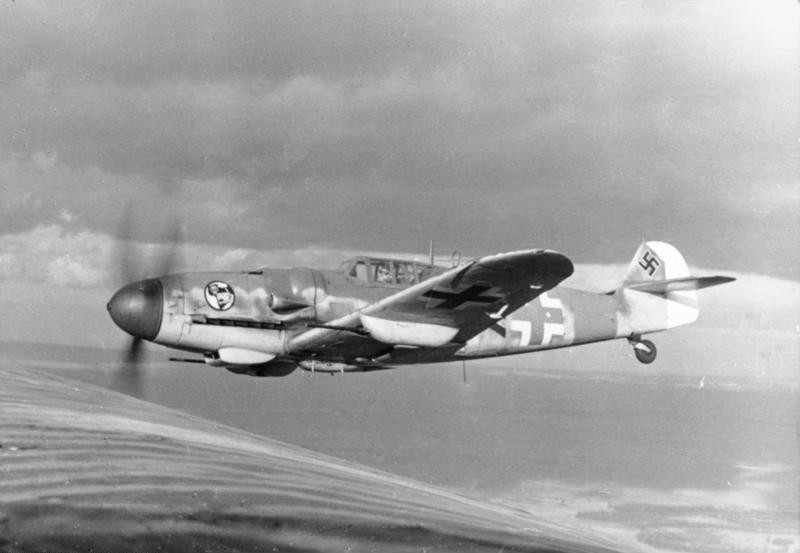
Bf 109G-6 z JG 27

Uszkodzony bombowiec Browna został zauważony przez Niemców z ziemi, w tym przez Franza Stiglera (wówczas asa z 27 zwycięstwami), który tankował i przezbrajał się na lotnisku. Wkrótce wystartował swoim Messerschmittem Bf 109 G-6 i szybko dogonił samolot Browna. Przez otwory w uszkodzonym kadłubie bombowca wyrwane ogniem przeciwlotniczym i karabinów maszynowych Stigler mógł zobaczyć ranną i niezdolną do walki załogę. Ku zaskoczeniu amerykańskiego pilota, Niemiec nie otworzył ognia do uszkodzonego bombowca. Stigler zamiast tego przypomniał sobie słowa jednego ze swoich dowódców z JG 27, Gustava Rödela, z czasów, gdy walczył w Afryce Północnej: „Jeśli kiedykolwiek zobaczę lub usłyszę, jak strzelasz do człowieka na spadochronie, to sam cię zastrzelę”. Stigler później skomentował: „Dla mnie to było tak, jakby byli na spadochronach. Widziałem ich i nie mogłem ich zestrzelić”.
Stigler dwukrotnie próbował przekonać Browna, aby wylądował swoim samolotem na niemieckim lotnisku i poddał się lub skierował do neutralnej Szwecji, gdzie on i jego załoga otrzymaliby potrzebną pomoc i zostaliby internowani do końca wojny. Jednak Brown i załoga B-17 nie rozumieli, co Niemiec próbował im powiedzieć przez swoje gesty, więc lecieli dalej. Następnie Stigler leciał w pobliżu samolotu Browna w zwartej formacji na lewym skrzydle bombowca, aby niemieckie jednostki przeciwlotnicze nie mogły go zaatakować, i eskortował uszkodzony B-17 wzdłuż wybrzeża, aż dotarli do otwartego morza. Brown, wciąż niepewny intencji Stiglera, nakazał swojemu strzelcowi górnej wieżyczki skierować swoje karabiny maszynowe na Stiglera, ale nie otwierać ognia, aby go ostrzec. Rozumiejąc wiadomość i będąc pewnym, że bombowiec w końcu opuścił niemiecką przestrzeń powietrzną, Stigler odleciał, salutując załodze.

### Lądowanie
Brownowi udało się przelecieć 400 km nad Morzem Północnym i wylądować w RAF Seething, bazie 448 Grupy Bombowej, a podczas odprawy po locie poinformował swoich oficerów o tym, jak niemiecki pilot myśliwca pozwolił mu odejść.
Brown kontynuował swój szlak bojowy. Stigler służył później jako pilot myśliwca odrzutowego Messerschmitt Me 262 w Jagdverband 44 do końca wojny. „Ye Olde Pub” nie wrócił już do walki, został odesłany do Stanów Zjednoczonych w kwietniu 1944 roku i zezłomowany w sierpniu 1945 roku.

## Epilog
Po wojnie Brown wrócił do domu w Wirginii Zachodniej i poszedł na studia, wracając do służby w nowo utworzonych Siłach Powietrznych Stanów Zjednoczonych w 1949 roku i służąc aż do 1965 roku. Później, jako oficer służby zagranicznej Departamentu Stanu USA, odbył wiele podróży do Laosu i Wietnamu. W 1972 roku przeszedł na emeryturę i przeprowadził się do Miami na Florydzie.
Stigler przeprowadził się do Kanady w 1953 roku i został odnoszącym sukcesy biznesmenem.

### Spotkanie pilotów
W 1986 roku emerytowany podpułkownik Brown został poproszony o wystąpienie na zjeździe weteranów zwanym „Gathering of the Eagles” w Air Command and Staff College w bazie lotniczej Maxwell Air Force Base w Alabamie. Jeden z uczestników spotkania zapytał go, czy miał jakieś pamiętne misje podczas II wojny światowej; zastanowił się przez chwilę i przypomniał sobie historię jego eskortowania przez Bf 109 i salutu pilota. Później Brown postanowił, że powinien spróbować odnaleźć niemieckiego pilota, któremu zawdzięcza życie.
Po czterech latach bezskutecznych przeszukiwania dokumentów w archiwach U.S. Army Air Forces, U.S. Air Force i zachodnioniemieckiej Luftwaffe, Brown postanowił napisać list do czasopisma stowarzyszenia pilotów bojowych. Kilka miesięcy później otrzymał list od Stiglera, który mieszkał teraz w Kanadzie. „To ja byłem tym pilotem” – napisał. Kiedy porozmawiali przez telefon, Stigler opisał swój samolot, eskortę i salut, potwierdzając wszystko, co Brown musiał usłyszeć, aby być pewnym, że naprawdę rozmawia z tym niemieckim pilotem myśliwskim, który kilkadziesiąt lat wcześniej uratował mu życie.
Po spotkaniu Charlie Brown i Franz Stigler zostali bliskimi przyjaciółmi i pozostali nimi aż do ich śmierci w odstępie zaledwie kilku miesięcy.

## Pamięć
W 1993 roku Stigler otrzymał od Europejskiej Federacji Bojowników „Gwiazdę Pokoju”.
W 2008 roku na wniosek pilota Browna członkowie załogi B-17 zostali odznaczeni Srebrnymi Gwiazdami, sam Brown został zaś odznaczony Krzyżem Sił Powietrznych.
Zdarzenie z udziałem Charliego Browna i Franza Stiglera stało się tematem powieści biograficznej Adama Makosa pt. A Higher Call, wydanej w 2012 roku.
W 2014 roku szwedzki zespół power metalowy Sabaton nagrał piosenkę o tym unikalnym zdarzeniu zatytułowaną „No Bullets Fly”.
W styczniu 2019 roku ocalały B-17 (numer seryjny 44-8543) obsługiwany przez Erickson Aircraft Collection z Madras w stanie Oregon został przemalowany na „Ye Olde Pub”. Samolot jest używany na pokazach lotniczych i do lotów turystycznych.
Lloyd Jennings, strzelec pokładowy, był ostatnim żyjącym członkiem załogi „Ye Olde Pub”; zmarł w 2016 roku.